# 52601 Iwayaji
52601 Iwayaji este un asteroid din centura principală de asteroizi.

## Descriere
52601 Iwayaji este un asteroid din centura principală de asteroizi. A fost descoperit pe 29 septembrie 1997 la Kuma Kogen de Akimasa Nakamura. El prezintă o orbită caracterizată de o semiaxă mare de 2,67 ua, o excentricitate de 0,08 și o înclinație de 6,9° în raport cu ecliptica.